# 安西大都护府

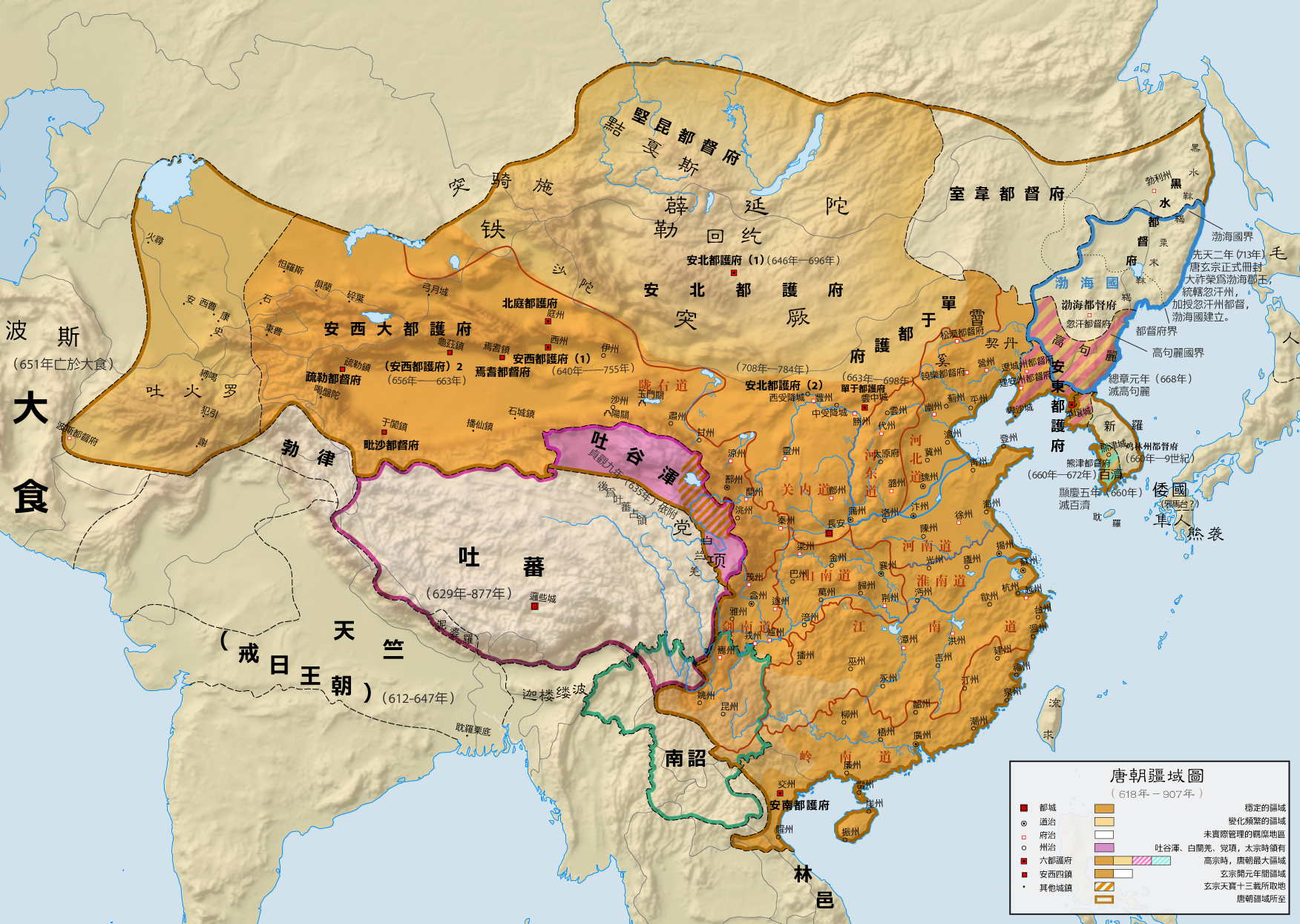
唐朝疆域圖中左方的安西大都護府

安西大都护府和安西都护府是唐朝管理碛西的一个军政机构的不同时期的名称，其统辖安西四镇，最大管辖范围曾一度完全包括天山南北，并至葱岭以西连至波斯，在武周时代北庭都护府分立之后，安西都护府分管天山以南的西域地区。自唐太宗貞觀十四年（640年）起，到唐德宗贞元六年（790年）止，共存在约150年。 安史之乱前，安西都护府和大都护府三易其名，其中640-658年、667-685年、689-691年为都护府，共约38年；658-667年、686-689年、693-752年为大都护府，共约71年。安史之乱后，765-778年为都护府，781年后又名为大都护府，790年開始被吐蕃攻占，至808年完全消失。

## 历史
640年9月19日（贞观十四年八月癸巳，农历八月二十八日），交河道行军大总管侯君集平高昌，以其地设西州。 640年10月11日（贞观十四年九月乙卯，农历九月二十一日），于西州设安西都护府， 用以针对西突厥。 安西都护府第一任都护为乔师望，后由郭孝恪接任，开始时只有数千人的兵力。 贞观二十二年（648年），郭孝恪击败龟兹国，把安西都护府迁至龟兹。，永徽二年（651）安西都护府遷回高昌。
唐高宗显庆二年（657年）十一月，苏定方在碎叶水平定阿史那贺鲁的反叛，从而平定了西突厥，显庆三年五月（658年），安西都护府又迁到龟兹（今库车）， 安西都护府升格为大都护府。唐高宗改变太宗时只重军事而轻行政管理的做法，在突厥故地分设濛池、昆陵两个都护府，并将其附属小国分别设置州府，西境直抵波斯，都隶属于安西大都护府， 使这一带都置于唐朝的羈縻统治之下。
唐高宗显庆五年（660年），位于葱岭以西的西突厥都曼部降唐，朝廷派人去该部巡查。唐高宗龙朔元年（661年），又派遣吐火罗道置州县使王名巡视葱岭以西，在于阗以西、波斯以东十六国，设置十六都督府，统辖八十个州，一百一十个县，一百二十六个军府，并在吐火罗立碑记述此事。在此时，安西大都护府的管辖地包括安西四镇、濛池都护府、昆陵都护府（西突厥故地）、昭武九姓、吐火罗乃至波斯都督府。 
龙朔二年（662年）之后，吐蕃和唐朝反复争夺安西四镇，此处多处易手，直到唐德宗贞元六年（790年），安西四镇相继完全陷落。 咸亨元年（670年）四月，吐蕃军队攻陷了安西都护府。 期间，唐朝廷曾两复两弃安西四镇：咸亨四年（673年），唐朝恢复了安西四镇，儀鳳二年（677年），又被吐蕃控制；儀鳳四年（679年），安西四镇被唐将裴行俭收复，垂拱三年（687年），武则天被迫收缩战线，放弃安西四镇。 武则天长寿二年（693年），王孝傑收复了安西四镇，在龟兹国恢复设置了安西都护府。 此后，安西都护府的駐地才在龟兹稳固下来。
武则天长安二年（702年），北庭都护府设立，管辖原安西大都护府所辖天山北路、热海以东的西突厥故地，安西大都护府只管辖天山南路、葱岭以东的地区，以抵吐蕃对丝绸之路的北侵的战略目的。
安西都护府全盛时代所统率的精锐骑兵又称“安西兵”，唐肃宗至德年间（756年-758年），为平定安史之乱，唐政府在河西、陇右征兵， 安西兵组成“安西行营”奉诏平叛， 帮助收复了两京。但由于安西、北庭及河西、陇右驻军大部内调，吐蕃乘机陆续占领陇右、河西，因此安西都护府与唐朝的通道中断，但安西四镇留守军队仍孤军坚守。期间，因与朝廷联络中断，安西军士不知朝廷已改元，将仅用了两年的广德年号至少用到广德四年。
肃宗上元元年（760年），河西军镇多被吐蕃攻陷。有旧将李元忠守北庭，郭昕守安西都护府，二镇和沙陀、回鹘相依，吐蕃久攻不下。 唐德宗建中元年（780年），李元忠、郭昕派遣使者间道奏事，德宗对其进行了嘉奖，封李元忠为北庭都护，郭昕为安西都护。 随后，吐蕃急攻沙陀、回鹘部落，北庭、安西变得孤立无援，德宗贞元三年（787年），被吐蕃攻陷。
安西最后陷落的时间，史料并无确切记载，这可能不仅是情报断绝所造成的，而是事实上唐朝已经放弃了对安西的控制。 安西四镇的于阗陷落于贞元六年（790年）。 《资治通鉴·贞元六年》：五月，“安西由是遂绝，莫知存亡。”有学者推论，安西最后的陷落时间是唐宪宗元和三年（808年）。从此，西域开始与中国汉地被不同政权所控制达千年之久，直到清朝乾隆年间攻灭准噶尔为止。

## 区划

### 军城
| 州       | 县               | 现在地名                                     | 备注                                                                            |
| -------- | ---------------- | -------------------------------------------- | ------------------------------------------------------------------------------- |
| 安西四镇 | 龟兹镇           | 新疆维吾尔自治区库车市                       | 即龟兹国，658年—662年、675年—678年、693年—790年都护府治                         |
| 安西四镇 | 焉耆镇           | 新疆焉耆回族自治县四十里城子镇博格达沁东古城 | 即焉耆国                                                                        |
| 安西四镇 | 疏勒镇           | 新疆阿图什市松他克乡                         | 即疏勒国                                                                        |
| 安西四镇 | 于阗镇           | 新疆和田县巴格其镇约特干遗址                 | 即于阗国                                                                        |
| 西州     | 高昌县           | 新疆吐鲁番市高昌区三堡乡高昌故城             | 640年—658年、662年—675年、678年—679年、686年—693年都护府治，658年改属西州都督府 |
| 西州     | 柳中县           | 新疆吐鲁番市鄯善县鲁克沁镇                   | 640年—658年、662年—675年、678年—679年、686年—693年都护府治，658年改属西州都督府 |
| 西州     | 天山县           | 新疆托克逊县夏镇天山故城                     | 640年—658年、662年—675年、678年—679年、686年—693年都护府治，658年改属西州都督府 |
| 西州     | 交河县           | 新疆吐鲁番市高昌区亚尔镇交河故城             | 640年—658年、662年—675年、678年—679年、686年—693年都护府治，658年改属西州都督府 |
| 西州     | 蒲昌县           | 新疆吐鲁番市鄯善县七克台镇古城               | 640年—658年、662年—675年、678年—679年、686年—693年都护府治，658年改属西州都督府 |
| 庭州     | 金满县           | 新疆吉木萨尔县北庭镇破城子                   | 658年改属西州都督府                                                             |
| 庭州     | 蒲类县           | 新疆奇台县古城乡唐朝墩古城                   | 658年改属西州都督府                                                             |
| 庭州     | 轮台县           | 新疆昌吉市破城子                             | 658年改属西州都督府                                                             |
| 伊州     | 伊吾县           | 新疆哈密市伊州区                             | 658年改属凉州都督府                                                             |
| 伊州     | 柔远县           | 新疆哈密市伊州区沁城乡                       | 658年改属凉州都督府                                                             |
| 伊州     | 纳职县           | 新疆哈密市伊州区五堡镇四堡村拉甫乔克古城     | 658年改属凉州都督府                                                             |
|          | 归仁军           | 克什米尔吉尔吉特                             | 即小勃律国，747年置                                                             |
|          | 保大军（碎叶镇） | 新疆和静县巴润哈尔莫墩镇南哈拉毛坦古城       | 679年—686年都护府治碎叶镇                                                       |

安西大都护府下属都护府：濛池都护府、昆陵都护府

### 都督府
| 都督府                        | 州名              | 现在地名                                               | 原邦国                 | 备注                  |
| ----------------------------- | ----------------- | ------------------------------------------------------ | ---------------------- | --------------------- |
| 龟兹州都督府                  | 龟兹州            | 新疆库车市皮朗古城                                     | 龟兹国伊逻卢城         |                       |
| 龟兹州都督府                  | 乌垒州            | 新疆轮台县策达雅乡                                     | 龟兹国乌垒城           |                       |
| 龟兹州都督府                  | 白州              | 新疆拜城县拜城镇                                       | 龟兹国白城             |                       |
| 龟兹州都督府                  | 姑墨州            | 新疆阿克苏市                                           | 跋禄迦国拨换城         |                       |
| 龟兹州都督府                  | 温肃州            | 新疆乌什县乌什镇                                       | 于祝国大石城           |                       |
| 龟兹州都督府                  | 郁头州            | 新疆图木舒克市五十一团托库孜萨来古城                   | 蔚头国据史德城         |                       |
| 龟兹州都督府                  | 渠黎州            | 新疆尉犁县尉犁镇                                       | 龟兹国渠黎城           | 719年升为都督府       |
| 焉耆州都督府                  | 焉耆州            | 新疆焉耆回族自治县四十里城子镇博格达沁西古城           | 焉耆国新员渠城         |                       |
| 毗沙州都督府 （于阗州都督府） | 毗沙州 （于阗州） | 新疆和田市吐沙拉镇什斯比尔古城                         | 于阗国西山城           |                       |
| 毗沙州都督府 （于阗州都督府） | 蒲山州            | 新疆皮山县固玛镇阿里牙                                 | 蒲山国皮山城           |                       |
| 毗沙州都督府 （于阗州都督府） | 勃野州            | 新疆皮山县藏桂乡所罗傥不果拉麻扎                       | 蒲山国勃伽夷城         |                       |
| 毗沙州都督府 （于阗州都督府） | 安军州            | 新疆洛浦县杭桂镇阿克斯色伯勒古城                       |                        |                       |
| 毗沙州都督府 （于阗州都督府） | 六城州            | 新疆策勒县达玛沟乡                                     | 拘弥国故质罗城         |                       |
| 毗沙州都督府 （于阗州都督府） | 渠勒州            | 新疆于田县木尕拉镇                                     | 拘弥国故鞬都城         |                       |
| 毗沙州都督府 （于阗州都督府） | 戎卢州            | 新疆民丰县萨勒吾则克乡牙通古孜兰干                     | 戎卢国故卑品城         |                       |
| 毗沙州都督府 （于阗州都督府） | 精绝州            | 新疆民丰县尼雅乡大麻扎                                 | 精绝国故尼壤城南       |                       |
| 疏勒州都督府                  | 疏勒州            | 新疆喀什市伯什克然木乡罕诺依古城                       | 疏勒国迦师城           |                       |
| 疏勒州都督府                  | 演度州            | 新疆疏勒县疏勒镇                                       |                        |                       |
| 疏勒州都督府                  | 遍城州            | 新疆疏勒县阿拉力乡喀然丹村                             | 疏勒国半城             |                       |
| 疏勒州都督府                  | 达满州            | 新疆伽师县克孜勒苏乡                                   | 疏勒国达漫城           |                       |
| 疏勒州都督府                  | 碛南州            | 新疆叶城县喀格勒克镇                                   | 朱俱波国郢及满城       |                       |
| 疏勒州都督府                  | 猪拔州            | 新疆泽普县泽普镇                                       | 朱俱波国苦井城         |                       |
| 疏勒州都督府                  | 耀建州            | 新疆莎车县莎车镇                                       | 渠莎國黄渠城           |                       |
| 疏勒州都督府                  | 乞乍州            | 新疆莎车县喀群乡恰木萨勒古城                           | 渠莎國胡乍城           |                       |
| 疏勒州都督府                  | 蒲顺州            | 新疆塔什库尔干塔吉克自治县塔什库尔干镇克孜尔库尔干遗址 | 朅盘陀國大石城         |                       |
| 轮台州都督府                  | 轮台州            | 新疆昌吉市破城子                                       | 处密                   |                       |
| 轮台州都督府                  | 金满州            | 新疆吉木萨尔县北庭镇三十户村                           | 处月                   |                       |
| 凭洛州都督府                  | 凭洛州            | 新疆乌鲁木齐市天山区                                   | 处密                   |                       |
| 沙陀州都督府                  | 沙陀州            | 新疆伊吾县伊吾镇                                       | 处月别部沙陀           |                       |
| 康居州都督府                  | 康居州            | 乌兹别克斯坦撒马尔罕州撒马尔罕                         | 康国阿迪禄城           |                       |
| 康居州都督府                  | 南谧州            | 塔吉克斯坦索格特州彭吉肯特                             | 米国钵息德城           |                       |
| 康居州都督府                  | 佉沙州            | 乌兹别克斯坦卡什卡达里亚州沙赫里薩布茲                 | 史国乞史城             |                       |
| 康居州都督府                  | 伐地州            | 土库曼斯坦列巴普州土库曼纳巴德                         | 毕国（西安国）沛肯城   |                       |
| 康居州都督府                  | 火寻州            | 乌兹别克斯坦卡拉卡尔帕克斯坦自治共和国比鲁尼           | 货利习弥急多飓遮城     |                       |
| 康居州都督府                  | 安息州            | 乌兹别克斯坦布哈拉州罗米坦區                           | 安国阿滥谧城           |                       |
| 康居州都督府                  | 贵霜州            | 乌兹别克斯坦撒马尔罕州阿克塔什                         | 何国贵霜匿城           |                       |
| 康居州都督府                  | 木鹿州            | 乌兹别克斯坦纳沃伊州卡爾馬納北                         | 東安國篌斤城           |                       |
| 康居州都督府                  | 贰师州            | 塔吉克斯坦索格特州伊斯塔拉夫尚                         | 东曹国石骡城           |                       |
| 大宛州都督府                  | 大宛州            | 乌兹别克斯坦塔什干市宾加斯古城                         | 石国瞰羯城             |                       |
| 休循州都督府                  | 休循州            | 乌兹别克斯坦纳曼干州卡桑賽                             | 拔汗那国渴塞城         |                       |
| 休循州都督府                  | 㤄捍州            | 乌兹别克斯坦费尔干纳州费尔干纳                         | 拔汗那国呼闷城         |                       |
| 月氏州都督府                  | 月氏州            | 阿富汗昆都士省昆都士                                   | 吐火罗国遏换城         |                       |
| 月氏州都督府                  | 桃槐州            | 阿富汗昆都士省阿里阿巴德                               | 吐火罗国阿腊城         |                       |
| 月氏州都督府                  | 双泉州            | 阿富汗昆都士省伊什卡米什                               | 吐火罗国悉计蜜悉帝城   |                       |
| 月氏州都督府                  | 伏卢州            | 阿富汗昆都士省汗阿巴德                                 | 吐火罗国播萨城         |                       |
| 月氏州都督府                  | 篾颉州            | 阿富汗塔哈尔省塔卢坎                                   | 瞢健国骑失帝城         |                       |
| 月氏州都督府                  | 富楼州            | 阿富汗巴达赫尚省基什姆                                 | 讫栗瑟摩国乞施巘城     |                       |
| 月氏州都督府                  | 西戎州            | 阿富汗塔哈尔省鲁斯塔克                                 | 呬摩呾罗国突厥施怛駃城 |                       |
| 月氏州都督府                  | 苑汤州            | 阿富汗巴达赫尚省卡坎                                   | 钵铎创那国拔特山城     |                       |
| 月氏州都督府                  | 忸密州            | 阿富汗巴达赫尚省哈汉                                   | 曷逻胡国乌罗浑城       |                       |
| 月氏州都督府                  | 大檀州            | 塔吉克斯坦山地巴达赫尚自治州霍罗格                     | 突厥具阙达官部颊厥伊城 |                       |
| 月氏州都督府                  | 薄知州            | 阿富汗巴达赫尚省朱尔姆                                 | 淫薄健国析面城         |                       |
| 月氏州都督府                  | 盘越州            | 阿富汗巴达赫尚省库朗万章                               | 俱兰国忽婆城           |                       |
| 月氏州都督府                  | 叠仗州            | 阿富汗巴格兰省安达拉卜                                 | 月氏发部安怛罗缚城     |                       |
| 月氏州都督府                  | 沙律州            | 阿富汗巴格兰省杜希                                     | 月氏部咄城             |                       |
| 月氏州都督府                  | 弗敌州            | 阿富汗巴格兰省普勒胡姆里                               | 阔悉多国乌逻毡城       |                       |
| 月氏州都督府                  | 钵罗州            | 阿富汗巴格兰省巴格兰                                   | 缚伽浪国兰城           |                       |
| 月氏州都督府                  | 迟散州            | 阿富汗萨曼甘省艾巴克                                   | 悉泯健国悉蜜言城       |                       |
| 月氏州都督府                  | 蓝氏州            | 阿富汗昆都士省昆达古扎尔                               | 挹怛国钵勃城           |                       |
| 月氏州都督府                  | 祀惟州            | 阿富汗巴爾赫省霍勒姆                                   | 忽懔国昏磨城           |                       |
| 月氏州都督府                  | 粟特州            | 塔吉克斯坦哈特隆州喷赤                                 | 阿利尼国阿捺腊城       |                       |
| 月氏州都督府                  | 大夏州            | 塔吉克斯坦哈特隆州帕尔哈尔                             | 钵利曷国缚叱城         |                       |
| 月氏州都督府                  | 丁零州            | 塔吉克斯坦山地巴达赫尚自治州尼莫斯                     | 识匿国泥射城           |                       |
| 月氏州都督府                  | 妫水州            | 塔吉克斯坦山地巴达赫尚自治州克孜勒拉巴特               | 识匿国羯城             | 747年改为妫塞州都督府 |
| 月氏州都督府                  | 汉楼州            | 塔吉克斯坦山地巴达赫尚自治州瑟萨库尔                   | 识匿国俱禄鞬城         |                       |
| 月氏州都督府                  | 身毒州            | 塔吉克斯坦山地巴达赫尚自治州喀拉阿尔特                 | 识匿国乞涩职城         |                       |
| 月氏州都督府                  | 伽倍州            | 塔吉克斯坦山地巴达赫尚自治州穆尔加布                   | 识匿国摩彦城           |                       |
| 高附州都督府                  | 高附州            | 塔吉克斯坦哈特隆州沃塞                                 | 骨咄国沃沙城           |                       |
| 高附州都督府                  | 休蜜州            | 塔吉克斯坦哈特隆州科尔霍扎巴德                         | 镬沙国乌斯城           |                       |
| 高附州都督府                  | 五翕州            | 塔吉克斯坦哈特隆州库尔干秋别                           | 镬沙国葛逻犍城         |                       |
| 至拔州都督府                  | 至拔州            | 吉尔吉斯斯坦奧什州达拉乌特库尔干                       | 俱密国褚瑟城           |                       |
| 鸟飞州都督府                  | 鸟飞州            | 阿富汗巴达赫尚省伊什卡希姆                             | 护密国摸廷、塞迦审城   |                       |
| 鸟飞州都督府                  | 钵和州            | 阿富汗巴达赫尚省萨和迪-瓦汗                            | 护密国沙勒色诃城       |                       |
| 悦般州都督府                  | 悦般州            | 阿富汗库纳尔省阿薩達巴德                               | 石汗那国艳城           |                       |
| 悦般州都督府                  | 双靡州            | 巴基斯坦开伯尔-普什图省契特拉                          | 俱兰国阿赊䫻师多城     |                       |
| 修鲜州都督府                  | 新城州            | 阿富汗帕尔旺省恰里卡尔贝格兰村                         | 罽宾国遏纥城           |                       |
| 修鲜州都督府                  | 檀特州            | 阿富汗潘傑希爾省鲁哈                                   | 罽宾国半制城           |                       |
| 修鲜州都督府                  | 乌利州            | 阿富汗拉格曼省米特拉姆                                 | 滥波国勃逸城           |                       |
| 修鲜州都督府                  | 罗罗州            | 阿富汗楠格哈尔省贾拉拉巴德柏格兰                       | 揭罗曷国滥犍城         |                       |
| 修鲜州都督府                  | 悬度州            | 巴基斯坦开伯尔-普什图省白沙瓦县西北                    | 健驮逻国布路犍城       |                       |
| 修鲜州都督府                  | 毗舍州            | 巴基斯坦开伯尔-普什图省恰尔萨达县                      | 健驮逻国罗漫城         |                       |
| 修鲜州都督府                  | 波路州            | 巴基斯坦开伯尔-普什图省马尔丹县沙赫巴兹堡              | 健驮逻国和蓝城         |                       |
| 修鲜州都督府                  | 漠州              | 巴基斯坦开伯尔-普什图省本努县                          | 伐剌拏国鹘换城         |                       |
| 修鲜州都督府                  | 阴米州            | 阿富汗帕克蒂亚省加德兹                                 | 阿薄健国贱那城         |                       |
| 修鲜州都督府                  | 乌弋州            | 阿富汗喀布尔省卡拉巴格                                 | 罽宾国塞奔你逻斯城     |                       |
| 修鲜州都督府                  | 龙池州            | 阿富汗帕尔旺省戈本德                                   | 罽宾国遗恨城           |                       |
| 条支州都督府                  | 条支州            | 阿富汗扎布尔省贾尔达克                                 | 诃达罗支国伏宝瑟颠城   |                       |
| 条支州都督府                  | 巨雀州            | 阿富汗坎大哈省斯平布尔达克                             | 诃达罗支国乌离难城     |                       |
| 条支州都督府                  | 遗州              | 阿富汗赫尔曼德省海拉巴德                               | 遗兰部货石城           |                       |
| 条支州都督府                  | 镇西州            | 阿富汗赫尔曼德省布斯特堡                               | 活恨部不思忒城         |                       |
| 条支州都督府                  | 犁蕲州            | 阿富汗赫尔曼德省格里什克                               | 据瑟部呼塞城           |                       |
| 条支州都督府                  | 乾陀州            | 阿富汗坎大哈省坎大哈                                   | 缚狼部罗桑城           |                       |
| 条支州都督府                  | 崦嵫州            | 阿富汗乌鲁兹甘省乌鲁兹甘                               | 遏忽部                 |                       |
| 条支州都督府                  | 细柳州            | 阿富汗加兹尼省加兹尼                                   | 谢䫻国护闻城           |                       |
| 条支州都督府                  | 西海州            | 阿富汗加兹尼省阿丁赫勒                                 | 诃达罗支国郝萨大城     |                       |
| 条支州都督府                  | 虞泉州            | 阿富汗扎布尔省沙赫焦伊                                 | 诃达罗支国赞候瑟颠城   |                       |
| 写凤州都督府                  | 写凤州            | 阿富汗巴米扬省巴米扬                                   | 帆延国罗烂城           |                       |
| 写凤州都督府                  | 钳敦州            | 阿富汗瓦尔达克省迈丹城                                 | 帆延国末腊萨旦城       |                       |
| 写凤州都督府                  | 悉万州            | 阿富汗瓦尔达克省马尔哈纳                               | 帆延国缚时伏城         |                       |
| 写凤州都督府                  | 泠沦州            | 阿富汗古尔省拉勒                                       | 帆延国俟麟城           |                       |
| 写凤州都督府                  | 嶰谷州            | 阿富汗古尔省恰赫恰兰                                   | 帆延国肩捺城           |                       |
| 太汗州都督府                  | 太汗州            | 阿富汗巴尔赫省马扎里沙里夫                             | 挹怛国活路城           |                       |
| 太汗州都督府                  | 奄蔡州            | 阿富汗巴尔赫省巴尔赫                                   | 缚喝国胡路城           |                       |
| 太汗州都督府                  | 迷蜜州            | 阿富汗巴尔赫省道拉塔巴德                               | 缚喝国顺问城           |                       |
| 太汗州都督府                  | 附墨州            | 阿富汗巴尔赫省蒂姆恰克                                 | 缚喝国弩那城           |                       |
| 太汗州都督府                  | 乌丹州            | 阿富汗朱兹詹省阿克恰                                   | 缚喝国乌捺斯城         |                       |
| 太汗州都督府                  | 波知州            | 阿富汗朱兹詹省卡尔金                                   | 缚喝国羯劳支城         |                       |
| 太汗州都督府                  | 宿利州            | 土库曼斯坦列巴普州克尔基                               | 挹怛国颂施谷部扎姆城   |                       |
| 太汗州都督府                  | 贺那州            | 土库曼斯坦列巴普州哈拉奇                               | 挹怛国汗曜部阿模里城   |                       |
| 太汗州都督府                  | 犁州              | 土库曼斯坦列巴普州卡拉梅特尼亚兹                       | 挹怛国少俱部           |                       |
| 太汗州都督府                  | 安屋州            | 阿富汗法里亚布省安德胡伊                               | 缚喝国遮瑟多城         |                       |
| 太汗州都督府                  | 罽陵州            | 阿富汗法里亚布省道拉塔巴德                             | 缚喝国数始城           |                       |
| 太汗州都督府                  | 依耐州            | 阿富汗朱兹詹省希比尔甘                                 | 缚喝国婆多楞萨达健城   |                       |
| 太汗州都督府                  | 诺色州            | 阿富汗薩爾普勒省薩爾普勒                               | 縛喝國速利城           |                       |
| 太汗州都督府                  | 碣石州            | 阿富汗巴尔赫省舒勒加雷                                 | 揭职国迦沙纷遮城       |                       |
| 太汗州都督府                  | 盻顿州            | 阿富汗薩爾普勒省扎里巴扎尔                             | 揭职国乍城             |                       |
| 太汗州都督府                  | 榆令州            | 阿富汗薩爾普勒省巴尔哈卜                               | 揭职国乌模言城         |                       |
| 王庭州都督府                  | 王庭州            | 塔吉克斯坦哈特隆州乔尔博格                             | 久越得犍国步师城       |                       |
| 天马州都督府                  | 天马州            | 塔吉克斯坦杜尚别                                       | 解苏国输漫城           |                       |
| 天马州都督府                  | 束离州            | 塔吉克斯坦共和國直轄區苏利亚萨克                       | 解苏国达利薄纥城       |                       |
| 天马州都督府                  | 洛那州            | 塔吉克斯坦共和國直轄區图尔孙扎德                       | 忽露摩国忽论城         |                       |
| 和默州都督府                  | 和默州            | 乌兹别克斯坦蘇爾漢河州铁尔米兹鲁因斯古城               | 怛没国怛没城           |                       |
| 和默州都督府                  | 粟弋州            | 乌兹别克斯坦蘇爾漢河州迭纳乌                           | 赤鄂衍那国弩羯城       |                       |
| 旅獒州都督府                  | 旅獒州            | 土库曼斯坦列巴普州卡拉贝卡乌尔                         | 乌拉喝国摩竭城         |                       |
| 昆墟州都督府                  | 昆墟州            | 土库曼斯坦馬雷州塔赫塔巴扎尔                           | 多勒健国低宝那城       |                       |
| 奇沙州都督府                  | 奇沙州            | 阿富汗法里亚布省盖萨尔                                 | 护时犍国遏密城         |                       |
| 奇沙州都督府                  | 沛隶州            | 阿富汗赫拉特省卡鲁赫                                   | 护时犍国漫山城         |                       |
| 奇沙州都督府                  | 大秦州            | 阿富汗法里亚布省库奇                                   | 税秣陀国叡蜜城         |                       |
| 波斯州都督府                  | 波斯州            | 阿富汗尼姆鲁兹省扎兰季                                 | 波斯国疾陵城           |                       |

## 安西都护、大都护列表
以下列出历任安西都护和安西大都护。

### 安西都护
初建之安西都护府共四任都护（640年—658年）：
- 第1任：乔师望（640年一642年，即唐太宗贞观十四年至唐太宗贞观十六年）兼西州刺史：
- 第2任：郭孝恪（642年—649年，即唐太宗贞观十六年至唐太宗贞观二十三年）兼西州刺史；
- 第3任：柴哲威（649年—651年，即唐太宗贞观二十三年至唐高宗永徽二年）使持节西伊庭三州诸军事兼安西都护、西州刺史
- 第4任：麴智湛（651年—658年，即唐高宗永徽二年至唐高宗显庆三年）左骁卫大将军兼安西都护、西州刺史天山县公 [14]

### 安西大都护
初建之安西大都护府共5任大都护（658年—667年）：
- 第1任：杨胄（唐高宗显庆三年至唐高宗龙朔二年，658年—662年）
- 第2任：苏海政（唐高宗龙朔二至三年，662年—663年）
- 第3任：高贤（唐高宗龙朔三年至唐高宗麟德元年，663年—664年）
- 第4任：匹婁武徹[15]（唐高宗麟德元年至二年，664年—665年）
- 第5任：裴行俭（唐高宗麟德二年至唐高宗乾封二年，665年—667年）

### 安西都护
再建之安西都护府共7任都护（667年－685年）：
- 第1任：陶大有（667年－669年，即唐高宗乾封二年至总章二年）：
- 第2任：董宝亮（唐高宗总章二年至咸亨二年，669年－671年）
- 第3任：崔智辩（唐高宗咸亨二年至上元二年，671年－675年）
- 第4任：杜怀宝（唐高宗咸亨二年至仪凤四年，671年－679年）
- 第5任：王方翼（唐高宗调露元年至永隆二年．679年－681年）
- 第6任：李道师（唐高宗永隆二年，681年）
- 第7任：杜怀宝（唐高宗开耀元年至永淳元年，68l年－682年）
- 第8任：李祖隆（唐高宗永淳二年至唐中宗垂拱元年，683年－685年）

### 安西大都护
再建之安西大都护府共2任大都护（686年－689年）
- 第1任：王世果（唐睿宗垂拱二年至三年，686年—687年）
- 第2任：阎温古（唐睿宗垂拱三年至唐睿宗永昌元年，687年—689年）

### 安西都护
三建之安西部护府共两任都护（689年－691年）：
- 昝斌（唐睿宗永昌元年至武周天授二年，689年－691年）

### 安西大都护
三建之安西大都护府大都护（693年－752年）
- 第1任：许钦明（武周长寿二年至武周万岁通天元年，693年—696年）
- 未之任：郑孝本（《沧州刺史郑孝本墓志铭》：“寻除贝州刺史，转安西都护，以疾不堪诣部，转沧州刺史。”圣历元年卒，春秋六十七。）
- 第2任：公孙雅靖（武周万岁通天元年至武周圣历元年，696年—698年）
- 第3任：田扬名（武周圣历元年至武周长安四年，698年—704年）
- 第4任：郭元振（唐中宗神龙二年至景龙二年，706年一708年）
- 第5任：周以悌（唐中宗景龙二年，708年，未之任）
- 第6任：郭元振（唐中宗景龙二年至景云元年，708年一710年）
- 第7任：张玄表（唐中宗景云元年至唐玄宗先天元年，710年一712年）
- 第8任：宋德元[16]（唐玄宗先天二年至开元二年，713年一714年）
- 第9任：吕休璟（唐玄宗开元二年至三年，714年一715年）
- 第10任：郭虔瓘（唐玄宗开元三年，715年—717年）
- 第11任：郯王李嗣直（唐玄宗开元四年，716年，遥领）
- 第12任：陕王李嗣升（唐玄宗开元四年，716年，遥领）
- 第13任：汤嘉惠（717年—719年）
- 第14任：张孝嵩（719年—724年）
- 第15任：杜暹（724年—726年）
- 第16任：赵颐贞（726年—727年）
- 第17任：张某（唐玄宗开元二十一年卒，733年前）
- 第某任：万俟应元（玄宗年间任）[17]
- 第18任：延王李洄（唐玄宗开元十五年至二十三年，727年—735年，遥领）
- 第19任：赵含章（727年—729年）
- 第20任：吕休琳（729年—730年）
- 第21任：汤嘉惠（730年）
- 第22任：来曜（731年）
- 第23任：徐钦识（731年—733年）
- 第24任：王斛斯（733年—738年）
- 第25任：任师利[18]
- 第26任：盖嘉运（738年—739年）
- 第27任：田仁琬[19]（唐玄宗开元二十八年至天宝元年，740年—742年）
- 第28任：夫蒙灵詧（742年—747年）
- 第29任：高仙芝（747年—750年）
- 第30任：王正见（751年—752年）
- 第31任：封常清（752年—755年）
- 第32任：粱宰（唐肃宗至德元载至二載，756年—757年）（至德二載至唐代宗永泰元年，757年—764年）
- 第33任：李嗣业（唐肃宗至德二载，757年）安西大都護改镇西都护，李嗣业为镇西、北庭行营节度使，遥领未就任。
- 第34任：荔非元礼（唐肃宗乾元二年，759年）代领镇西、北庭行营节度使，遥领未就任。
- 第35任實際上的第34任：郭昕：大曆十四年（779年）为安西四镇留后。建中二年（781年），正式册封为安西大都护、四镇节度使。（779年—795年）

安史之乱后可考之安西都护 
- 實際上的第31任：尔朱某：765年－778年 唐代宗永泰元年至大历十三年。就任。